# Лоу (остров)
Лоу (англ. Low Island, исп. Isla Baja) — самый южный остров архипелага Южные Шетландские острова.

## Название
Раньше назывался островом Джеймсона. Современное название получил из-за низменного рельефа, но, не исключено, в честь капитана американского промыслового судна «Эстер» Эдварда Лоу — остров к началу 1820 года был хорошо известен американским промысловикам и охотникам на тюленей.

## География

### Общая характеристика

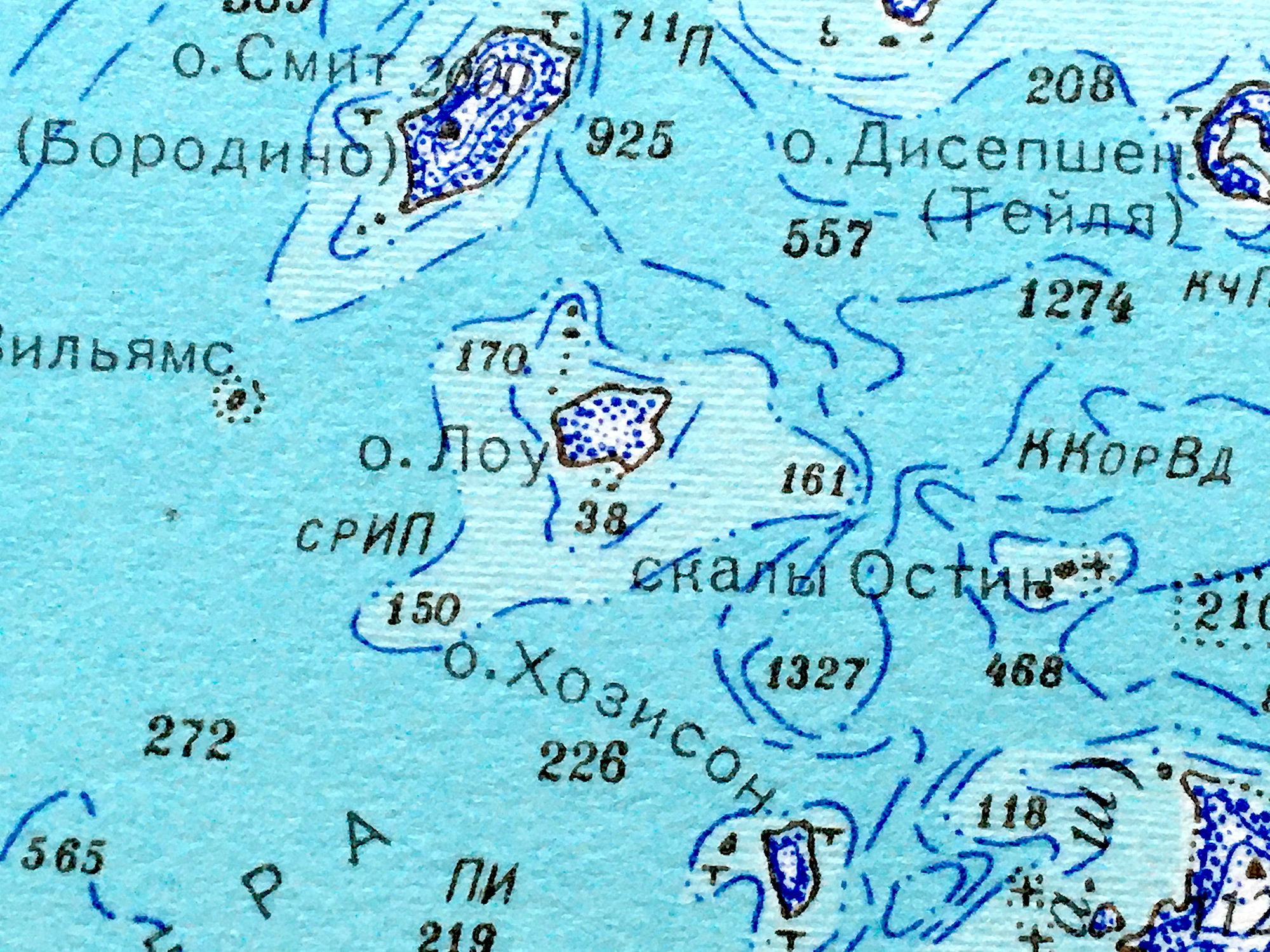
Остров Лоу на карте Морского атласа СССР, 1950.

Находится примерно в 22,5 км к юго-востоку от острова Смит, от которого отделён проливом Осмар, и в 90 км к северу от Антарктиды. Размеры острова примерно 14 км в длину и 8 км в ширину. Протяжённость береговой линии — 64 км. Площадь — 181,2 км². Плоская низменная поверхность острова почти полностью покрыта ледяной шапкой. Первая зарегистрированная высадка на острове была сделана 2 февраля 1821 года.

### Заливы, мысы, полуострова
- Залив Берраз

## Карты
- South Shetland Islands: Smith and Low Islands. Scale 1:150000 topographic map No. 13677. British Antarctic Survey, 2009.